# Troppo imbranato per pescare
Troppo imbranato per pescare è un programma televisivo italiano andata in onda in prime time nel 2012 sul canale Caccia e Pesca che ha come tema la tecnica di pesca sportiva chiamata bassfishing.

## Format
Il format televisivo sul genere sitcom e consiste in una serie di 10 puntate dove i protagonisti interpretano se stessi. Un pescatore piuttosto imbranato (Valerio Morini) contatta un pescatore famoso (Luca Quintavalla) per chiedergli di insegnargli i segreti della pesca al persico trota. Lui non ne vuol sapere ma il Morini lo costringerà a farlo dopo aver telefonato al produttore del Quintavalla che è un suo vecchio amico. Il Quintavalla è costretto ad accettare, ma a patto che il Morini sia disposto a superare una serie di prove in tutte le modalità diverse di pesca al bass. Lo scopo dell'imbranato sarà quello di poter indossare una camicia piena di sponsor proprio come il pescatore famoso, ma per riuscirci dovrà conquistarsela dimostrando di aver davvero imparato ogni singolo stile di pesca al bass. Se riuscirà a superare tutte le prove avrà un premio finale: partecipare con Luca Quintavalla ad una vera gara di pesca. L'intento della trasmissione è quello di insegnare in maniera divertente le principali tecniche di bassfishing. Per la realizzazione della trasmissione nessun pesce è stato ucciso ma tutti sono stati rilasciati vivi.

## Prima stagione (giugno-agosto 2012)
1. Il senso dell'acqua in onda per la prima volta il 19/6/2012
2. Il texas rig e il jig in onda per la prima volta il 26/6/2012
3. Il wacky rig in onda per la prima volta il 3/07/2012
4. La barca in onda per la prima volta il 10/07/2012
5. Lo spinnerbait e il crankbait in onda per la prima volta il 17/07/2012
6. Il top water in onda per la prima volta il 24/07/2012
7. La swimbait e il minnow in onda per la prima volta il 31/07/2012
8. Bassfishing dalla riva in onda per la prima volta il 7/8/2012
9. La prova finale in onda per la prima volta il 14/8/2012
10. La gara in onda per la prima volta il 21/8/2012